# Leonard Sachs
Leonard Meyer Sachs (Roodepoort, 26 settembre 1909 – Londra, 15 giugno 1990) è stato un attore sudafricano naturalizzato britannico.

## Biografia
Nato in Sudafrica in una famiglia ebrea, Leonard Sachs si trasferì nel Regno Unito nel 1929, dove ebbe una lunga carriera al cinema e televisione dagli anni 30 agli anni 80. Molto attivo anche in campo teatrale, fondò un suo teatro di varietà, il Player's Theatre di Villiers Street a Charing Cross. Tra le sue molteplici interpretazioni teatrali si ricordano La bisbetica domata e La strega di Edmonton nel 1936, Un nemico del popolo nel 1969 e il musical Follies nel 1987.
Leonard Sachs fu sposato con Eleanor Summerfield dal 1947 alla morte e la coppia ebbe due figli, Robin e Toby Sachs. Sachs ebbe anche relazioni con uomini e nel 1984 fu multato di 75£ per atti osceni alla stazione di Notting Hill Gate.

## Filmografia parziale

### Cinema
- Segreto di stato (State Street), regia di Sidney Gilliat (1950)
- La spada di Robin Hood (The Men of Sherwood Forest), regia di Val Guest (1954)
- Il drago degli abissi (Behemoth, The Sea Monster, The Giant Behemoth), regia di Eugène Lourié e Douglas Hickox (1959)
- Ancora una domanda, Oscar Wilde! (Oscar Wilde), regia di Gregory Ratoff (1960)
- Konga, regia di John Lemont (1961)
- La casa del terrore (Taste of Fear), regia di Seth Holt (1961)
- Cinque ore in contanti (Five Golden Hours), regia di Mario Zampi (1961)
- Freud - Passioni segrete (Freud: The Secret Passion), regia di John Huston (1962)
- Stranglehold, regia di Lawrence Huntington (1963)
- Le avventure e gli amori di Moll Flanders (The Amorous Adventures of Moll Flanders), regia di Terence Young (1965)
- Agente 007 - Thunderball (Operazione tuono) (Thunderball), regia di Terence Young (1965)
- Una volta non basta (Jacqueline Susann's Once Is Not Enough), regia di Guy Green (1975)

### Televisione
- Robin Hood (The Adventures of Robin Hood) – serie TV, episodio 2x12 (1956)
- Assignment Foreign Legion – serie TV, episodio 1x03 (1956)
- African Patrol – serie TV, episodio 1x05 (1958)
- Missione segreta (Espionage) – serie TV, episodio 1x20 (1964)
- Elisabetta Regina (Elizabeth R) – miniserie TV, 1 episodio (1971)
- Gli invincibili (The Protectors) – serie TV, episodio 1x03 (1972)